# Aurel Duca
Aurel Duca (* 8. Januar 1923 in Târgu Mureș, Kreis Mureș; † 1992 in Cluj) war ein rumänischer Politiker der Rumänischen Kommunistischen Partei PCR (Partidul Comunist Român) und Diplomat, der unter anderem von 1973 bis 1978 Botschafter in der Volksrepublik Polen war.

## Leben
Aurel Duca besuchte ein Gymnasium (Liceul) und arbeitete nach einer Berufsausbildung als Maschinist sowie zuletzt zwischen September 1946 und August 1947 als Mechaniker im Eisen- und Metallwerk in Turda. Während dieser Zeit wurde er im November 1946 Mitglied der damaligen Kommunistischen Partei Rumäniens PCdR (Partidul Comunist din Romania) und war bis August 1947 Verantwortlicher der Propaganda- und Agitationsgruppe sowie Sekretär der Grundorganisation der PCdR im Eisen- und Metallwerk Turda. Anschließend fungierte er zwischen August 1947 und 1948 erst als Sekretär des Stadtparteikomitees von Turda sowie im Anschluss von August 1948 bis 1949 in Turda als Sekretär, Instrukteur der Organisationsabteilung und als Instrukteur der Kaderabteilung des Parteikomitees der nunmehrigen Rumänischen Arbeiterpartei PMR (Partidul Muncitoresc Român). Er war anschließend zwischen April 1949 und September 1950 Mitglied des provisorischen Komitees des Volksrates von Turda und absolvierte daraufhin von September 1950 bis Juli 1952 ein Studium an der Hochschule für Sozialwissenschaften „Andrei Alexandrowitsch Schdanow“, woraufhin er von Juli 1952 bis September 1953 Instrukteur bei der Staatskommission für die Anwendung des Volksratsgesetzes in Bukarest und Leiter einer Regionalgruppe in der Generaldirektion für Angelegenheiten des Ministerrates war.
Im September 1953 begann Duca ein Studium an der Parteihochschule „Ștefan Gheorghiu“, welches er zwischen 1954 und 1957 an der Parteihochschule der KPdSU „Wladimir Iljitsch Lenin“ in Moskau fortsetzte. Nach seiner Rückkehr war er zwischen 1957 und 1960 zunächst Sekretär sowie im Anschluss von 1960 bis zum 19. August 1965 Erster Sekretär des Stadtkomitees der PMR in Cluj. Er war zugleich zwischen März 1958 und dem 19. August 1965 Vorsitzender des Exekutivkomitees des Volksrates der Stadt Cluj. Auf dem Achten Parteitag der PMR (20. bis 26. Juni 1960) wurde er erstmals Mitglied des ZK der PMR und gehörte diesem Gremium nach seinen Bestätigungen auf den folgenden Parteitagen bis zum Elften Parteitag der PCR (24. bis 27. November 1974) an. Nach einer kurzzeitigen Tätigkeit vom 19. August bis Dezember 1965 als stellvertretender Leiter der ZK-Kommission für die Probleme zusammenlebender Nationalitäten übernahm Duca, der auch ein Studium an einer Rechtswissenschaftlichen Fakultät absolvierte, zwischen Dezember 1965 und Februar 1968 zunächst den Posten als Erster Sekretär des Parteikomitees der Region Cluj. Daraufhin fungierte er von Februar 1968 bis 1972 in Personalunion als Erster Sekretär des PCR-Parteikomitees sowie als Vorsitzender des Exekutivkomitees des Volksrates im Kreis Cluj. Zugleich wurde er im Dezember 1968 Vorsitzender des Rates der Sozialistischen Einheitsfront FUS (Frontul Unității Socialiste) im Kreis Cluj.
Aurel Duca wurde auf dem Zehnten Parteitag der PCR (6. bis 12. August 1969) auch zum Kandidaten des Exekutivkomitees des ZK der PCR gewählt und hatte diese Funktion bis zum 19. Juni 1973 inne. 1969 wurde er für die PCR Mitglied der Großen Nationalversammlung (Marea Adunare Națională) und gehörte dieser als Vertreter des Wahlkreises Nr. 7 Turda im Kreis Cluj bis 1975 an. 1972 übernahm er in der zentralen Parteiverwaltung den Posten als Leiter der ZK-Abteilung für Propaganda und hatte diesen bis zum 29. August 1973 inne. Nach Beendigung dieser Tätigkeit wurde er am 29. August 1973 zum außerordentlichen und bevollmächtigten Botschafter in der Volksrepublik Polen ernannt und behielt diesen diplomatischen Posten bis zum 20. Mai 1978, woraufhin der bisherige Tourismusminister Ion Cosma ihn ablöste. Auf dem Elften Parteitag der PCR (24. bis 27. November 1974) wurde er schließlich zum Mitglied der Zentralen Revisionskommission der PCR gewählt, der er nach seinen Wiederwahlen auf den anschließenden Parteitagen bis zum Vierzehnten Parteitag der PCR (20. bis 24. November 1989) angehörte.
Nach Beendigung seiner Tätigkeit als Botschafter in Warschau übernahm Duca zwischen dem 20. Mai 1978 und dem 6. Oktober 1982 die Funktion als Sekretär des Zentralrates des Allgemeinen Gewerkschaftsbundes UGSR (Uniunea Generală a Sindicatelor din România) und war zudem vom 4. Juli 1978 bis zum 6. Oktober 1982 Vizevorsitzender des Exekutivbüros des Rates für Kultur und sozialistische Bildung. Außerdem war zwischen 1978 und 1982 Mitglied des Büros des Exekutivkomitees des Nationalen Rates für Leibeserziehung und Sport sowie von 1979 bis 1984 Mitglied der Exekutivbüros des Nationalrates der Rumänischen Nationalen Rotkreuzgesellschaft (Societatea Națională de Cruce Roșie din România). Des Weiteren war er zwischen 1980 und 1982 Mitglied des Exekutivbüros des Staatlichen Planungskomitees und wurde am 2. April 1980 zudem Mitglied des Vorstands des Nationalen Rates für Wissenschaft und Technologie. Am 6. Oktober 1982 wurde er Vizevorsitzender des Exekutivkomitees des Volksrates im Kreis Alba und bekleidete dieses Amt bis zur rumänischen Revolution am 22. Dezember 1989. 1983 war er ferner Mitglied der Nationalen Kommission für Demografie und wurde am 24. September 1985 Mitglied des Komitees für Angelegenheiten der Volksräte.

### Ehrungen und Auszeichnungen
Für seine langjährigen Verdienste wurde Aurel Duca mehrfach ausgezeichnet und erhielt unter anderem 1952 die Medaille zum 5. Jahrestag der Ausrufung der Rumänischen Volksrepublik (Medalia „V-a aniversare a proclamării Republicii Populare Române“), 1954 die Medaille „Befreiung vom faschistischen Joch“ (Medalia „Eliberarea de sub jugul fascist“), 1959 den Orden der Arbeit Dritter Klasse (Ordinul Muncii), 1962 den Stern der Volksrepublik Rumänien Vierter Klasse (Ordinul Steaua Republicii Populare Române), 1964 den Orden 23. August Dritter Klasse, 1966 den Orden Tudor Vladimirescu Dritter Klasse (Ordinul Tudor Vladimirescu) sowie 1971 den Stern der Sozialistischen Republik Rumänien Zweiter Klasse (Ordinul Steaua Republicii Socialiste România).